# 오미보
오미보(吳美保, 1977년 3월 14일~)는 대한민국의 영화 감독이자 각본가이다. 미에현 이가시 출신의 재일동포이다.

## 작품

### 영화
- 《사카이 가족의 행복》 (2006년)
- 《엄마 시집 보내기》 (2010년)
- 《간주남 간주녀》 (2011년, 〈불평하지 마〉)
- 《그곳에서만 빛난다》 (2014년)
- 《너는 착한 아이》 (2015년)

## 수상
- 제57회 블루리본상 감독상 (그 곳에서만 빛난다)